# Lahmar
Lahmar è un comune dell'Algeria, situato nella provincia di Béchar.